# Standardní slučovací entalpie
Standardní slučovací entalpie látky je změna entalpie, která doprovází vytvoření 1 molu této látky v jejím standardním stavu z chemických prvků v jejich standardních stavech (obvykle při atmosférickém tlaku a teplotě 25 °C). Značkou standardní slučovací entalpie je ΔHfO nebo ΔfHO.
Příklad:
Standardní slučovací entalpie oxidu uhličitého je entalpie následující reakce za výše uvedených podmínek:
C(s,grafit) + O2(g) → CO2(g)
Standardní slučovací entalpie se měří v jednotkách energie na množství látky. Nejčastěji to jsou kilojouly na mol (kJ mol−1). Ve fyzice se často vyjadřuje v elektronvoltech na částici. To odpovídá přibližně 100 kJ mol−1.
Všechny prvky mají ve svých standardních stavech (plynný kyslík, pevný uhlík ve formě grafitu, atd.) nulovou standardní slučovací entalpii.